# 烟摩 (新南威爾斯州)
烟摩是澳洲新南威爾斯州雪梨內西區的一個市區，位於雪梨商業中心區西南5（3.1英里）處，內西區議局地方政府行政區內。與紐鎮一樣，烟摩主要由維多利亞式建築組成，尤其是在商業區，體現了該市區豐富的文化遺產。

## 學校
- 烟摩中學（英语：Enmore High School）
- 烟摩聖庇護天主教小學 （页面存档备份，存于）

## 圖集

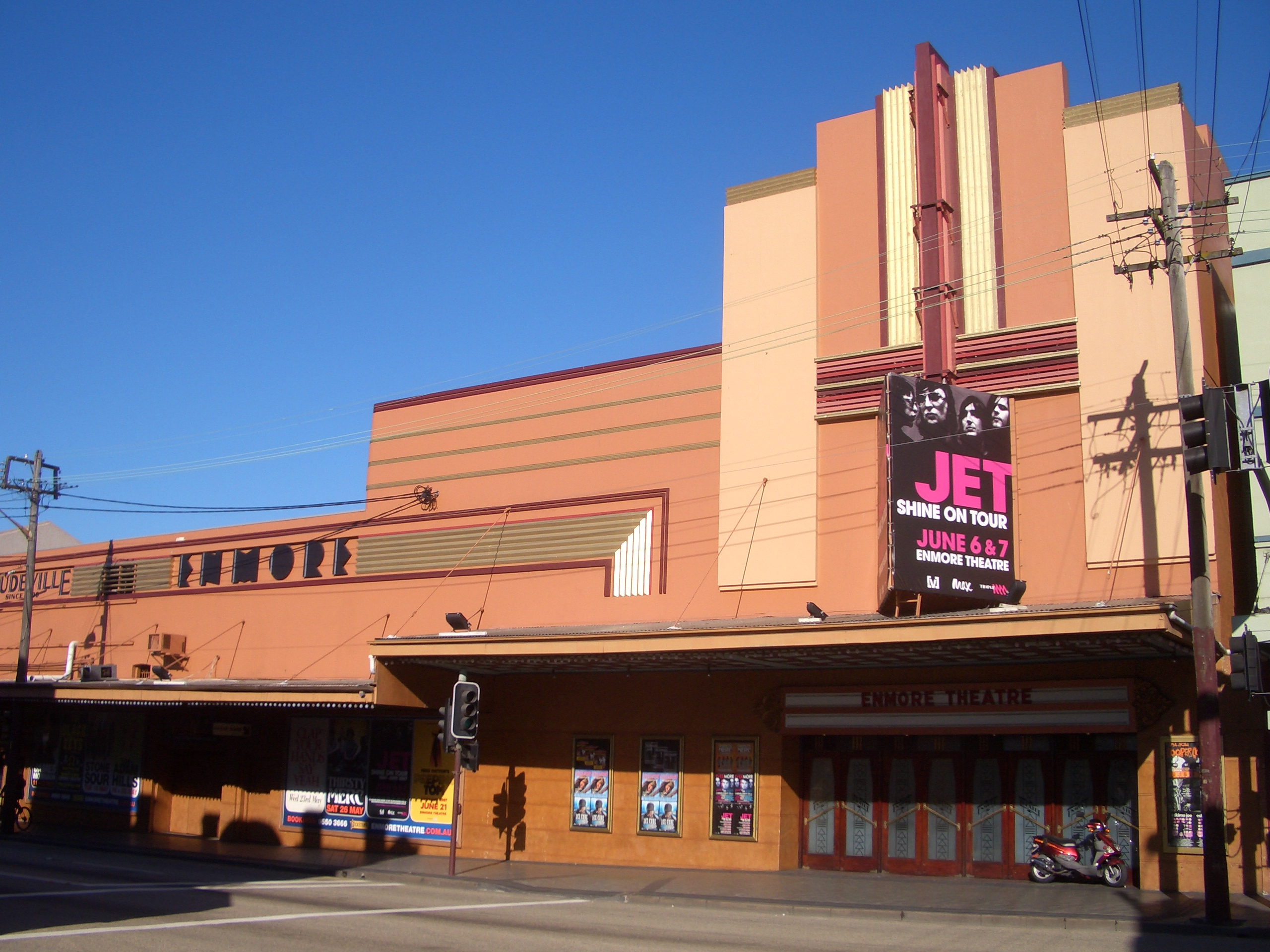
烟摩戲院，位於烟摩道
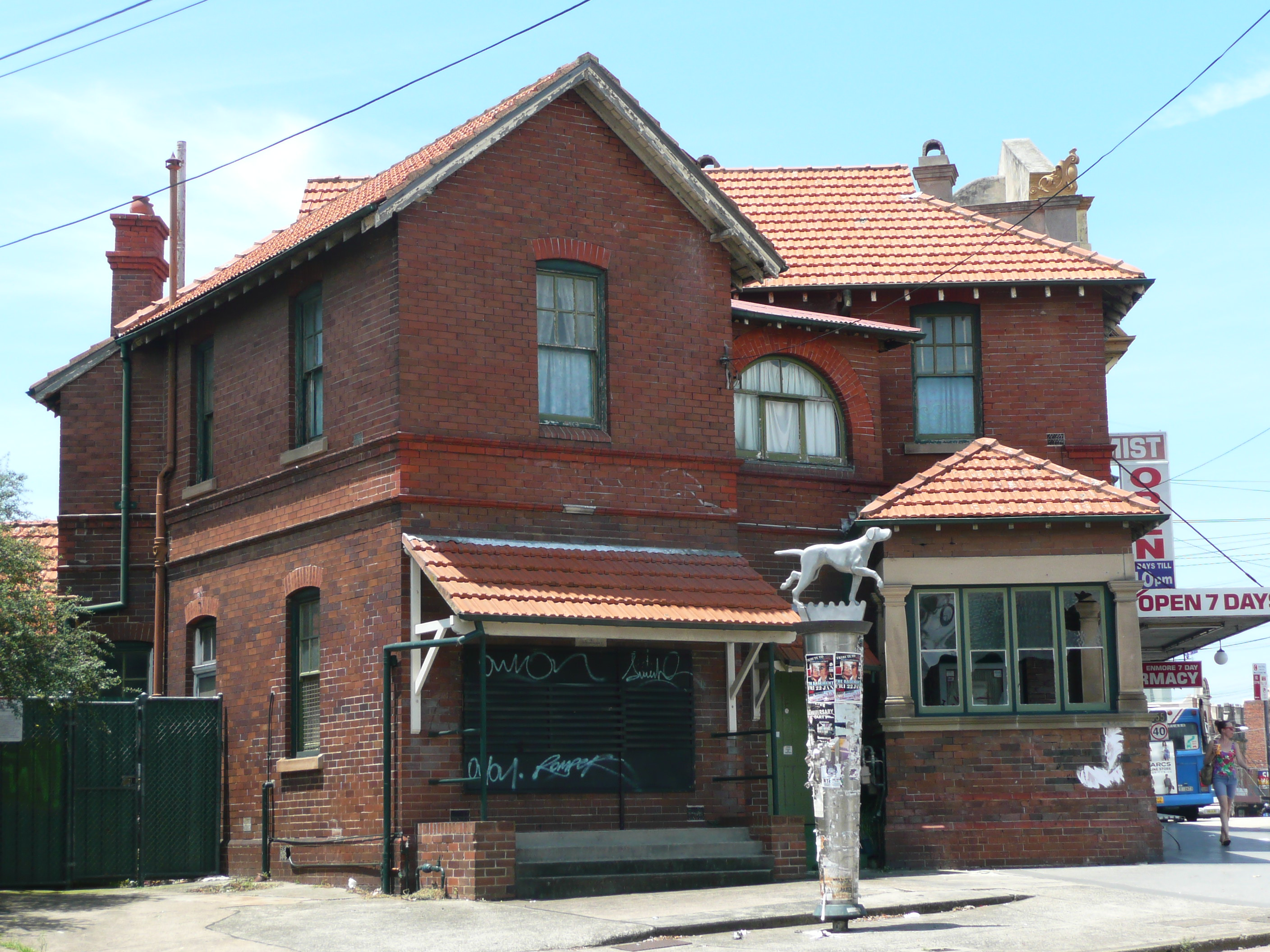
烟摩信館舊址，位於烟摩道
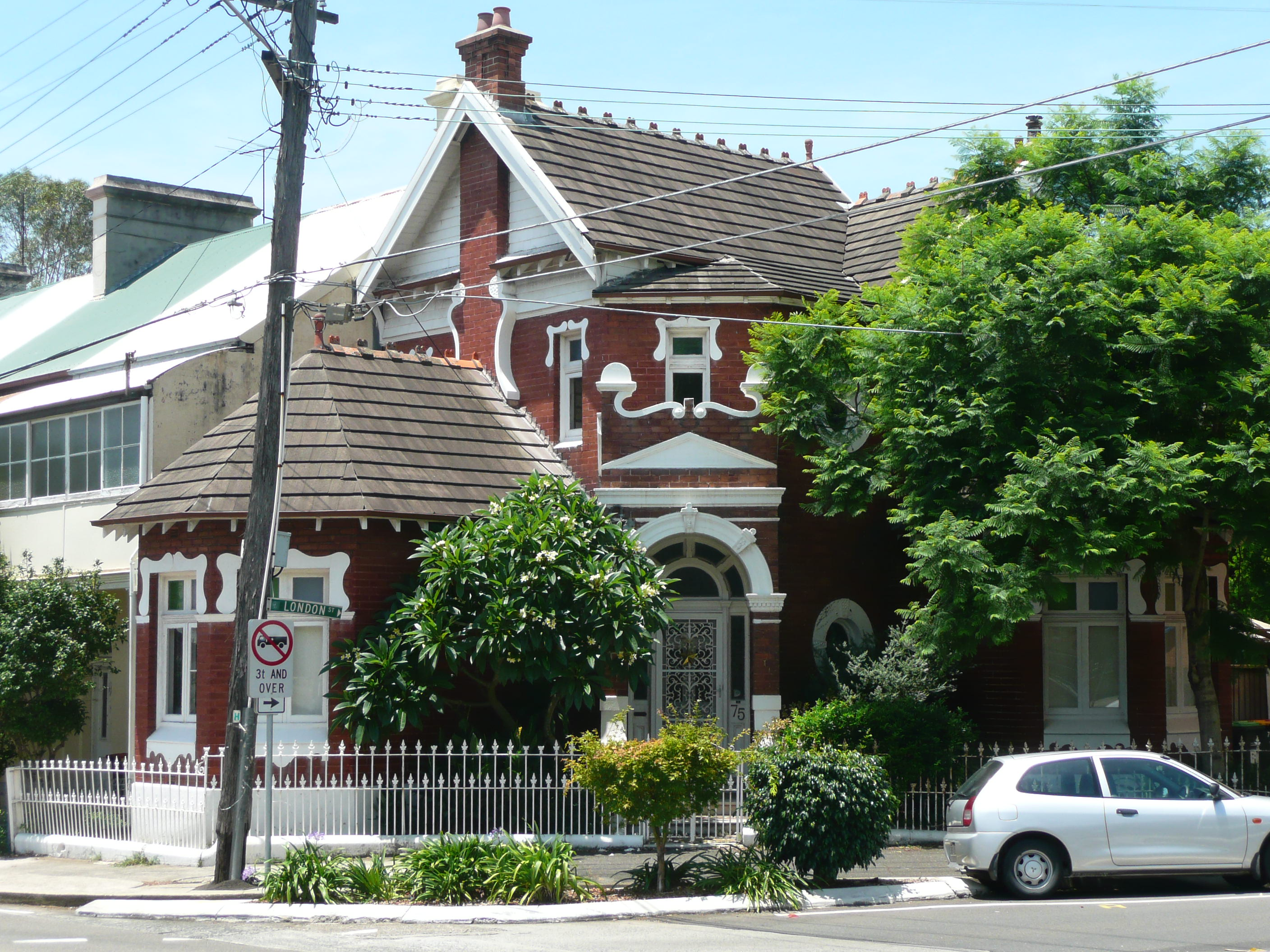
住宅，位於倫敦街
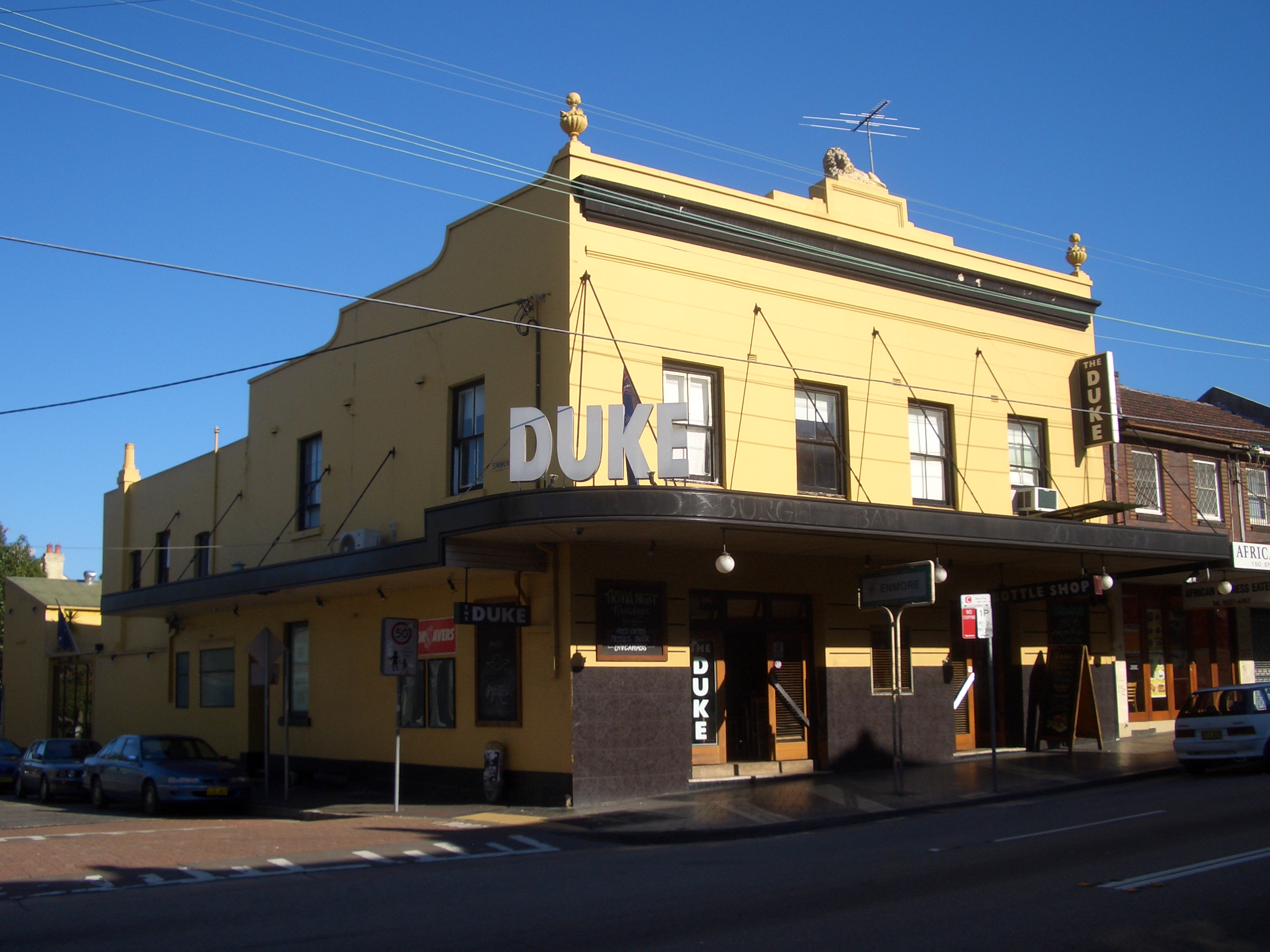
公爵酒館，位於烟摩道

## 外部連結
- Chrys Meader. . Dictionary of Sydney. 2008  [27 September 2015]. （原始内容存档于2024-08-23）. [CC-By-SA]

33°54′02″S 151°10′04″E / 33.90067°S 151.16768°E